# 蓝家店站
蓝家店站是成都地铁19号线的地铁车站，位于中华人民共和国四川省成都市天府新区兴隆街道梓州大道与规划路交叉路口以东现状空地内，在地块内大致呈南北向设置。本站站名取自老地名蓝家店，在规划阶段曾用名“华兴街站”。本站于2023年11月28日随19号线二期的开通而启用。

## 车站结构
本站为地下四层岛式车站。作为19号线快慢车越行站，本站设有四条路轨，内侧两条路轨供普通车停靠供乘客上下车使用；外侧两条路轨则专供快车使用，在本站越过普通车，没有设置任何上下车设施。同时内侧和外侧路轨之间以墙壁分隔，届时乘客在站台上并不会看见快车越过本站的情景。
| 地面                             | 0      | 出口A/B |
| 地下一层                         | 站厅   | 自助购票 客服中心 无障碍卫生间 |
| 地下二层                         | 设备层 | 车站设备 |
| 地下三层                         | 设备层 | 车站设备 |
| 地下四层                         | 站台   | \| \| \| 19号线上行通过路轨 \| \| \| \| 19号线往金星（天府商务区） \| \| 島式 · 開左邊车门 · 无障碍卫生间 \| \| \| \| \| \| 19号线往天府机场北[註 1]（天府站） \| \| \| \| 19号线下行通过路轨 \| |
|                                  |        | 19号线上行通过路轨 |
|                                  |        | 19号线往金星（天府商务区） |
| 島式 · 開左邊车门 · 无障碍卫生间 |        | |
|                                  |        | 19号线往天府机场北（天府站） |
|                                  |        | 19号线下行通过路轨 |

## 出入口
本站目前开放2个出入口。
|          |            |                                      |      |
| 编号     | 设施       | 指示                                 | 照片 |
|          | 无障碍电梯 | 瓦天路、正街、科教街、梓州大道南二段 |      |
| 出口 · B |            | 瓦窑南二街                           |      |

## 历史
- 2021年3月3日，车站主体结构封顶[4]。
- 2023年11月28日，车站启用。